# Ašvieniai

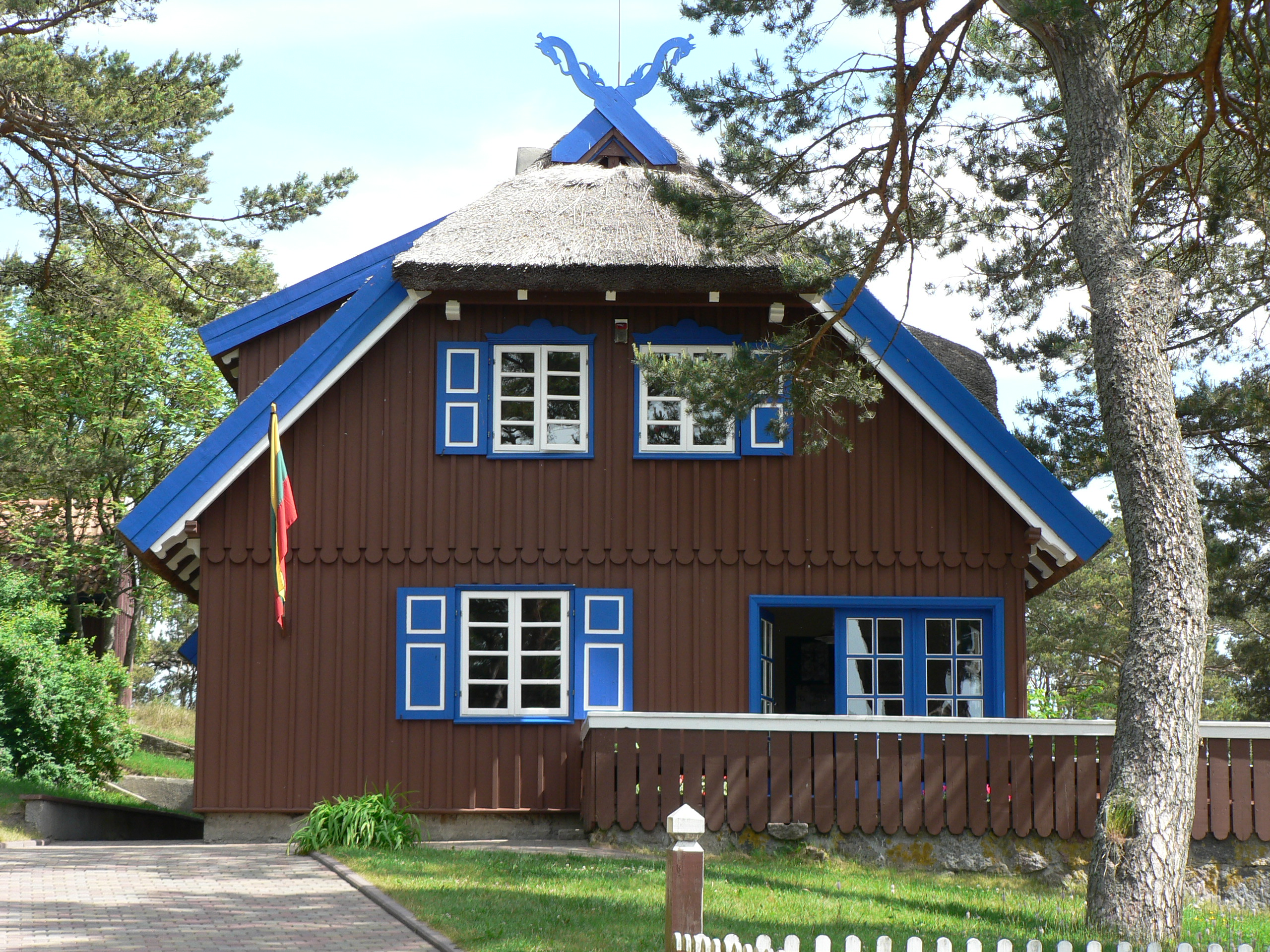
Ašvieniai, comúnmente denominados los caballos pequeños, en el techo de una casa en
Nida, Lituania.

Ašvieniai son una pareja de mellizos divinos de la mitología lituana, idénticos a los Dieva deli de Letonia y los Ashuin vedas del Báltico. Ambos nombres provienen de la misma raíz protoindoeuropea para caballo – *ek'w-. En lituano antiguo ašva y en sánscrito ashva significa "caballo". Los Ašvieniai son representados tirando del carruaje de Saulė (el Sol) mientras atraviesan el cielo. Ašvieniai, son presentados como žirgeliai o caballos pequeños, y son un elemento común en los techos de las viviendas en Lituania, que se colocan para proteger la casa. Motivos similares se observan tallados en panales de abejas, arneses, estructura de camas, y otros objetos del hogar. Ašvieniai se encuentran relacionados con los Ūsinis lituanos y Ūsiņš letones (cf. Ushas vedas), dioses de los caballos.